# Tony Palmer (director)
Tony Palmer (nascut el 29 d'agost de 1941) és un escriptor i director de cinema britànic. El seu treball inclou més de 100 pel·lícules, que van des dels primers treballs amb The Beatles, Cream, Jimi Hendrix, Rory Gallagher (Irish Tour '74) i Frank Zappa (200 Motels), als seus retrats clàssics que inclouen perfils de Maria Callas, Margot Fonteyn, John Osborne, Igor Stravinsky, Richard Wagner, Yehudi Menuhin, Julian Lloyd Webber , Carl Orff, Benjamin Britten i Ralph Vaughan Williams. També és director escènic de teatre i òpera.
Entre els més de 40 premis internacionals pel seu treball hi ha 12 medalles d'or del Festival de Cinema de Nova York, així com nombrosos BAFTA i Premis Emmy. Palmer ha guanyat el Prix Italia dues vegades, per A Time There Was el 1980 i At the Haunted End' of the Day el 1981. És membre de la Royal Geographical Society, i ciutadà honorari tant de Nova Orleans com d'Atenes.

## Primers anys
Tony Palmer va néixer a Londres, Anglaterra. Va estudiar a Lowestoft Grammar School, Cambridgeshire High School for Boys i Trinity Hall (Cambridge), on va llegir Història i Ciències Morals. Des de Cambridge (on també va ser president de la Marlowe Society), es va unir a la BBC. Després d'un aprenentatge amb Ken Russell i Jonathan Miller, la primera gran pel·lícula de Palmer, Benjamin Britten & his Festival, es va convertir en la primera pel·lícula de la BBC que es va posar en xarxa als Estats Units. Amb la seva segona pel·lícula, All My Loving, un examen del rock and roll i la política a finals dels anys 60, va assolir una considerable notorietat.

El 1989, se li va concedir una retrospectiva del seu treball al National Film Theatre de Londres, el primer realitzador de pel·lícules d'art a rebre aquest premi.

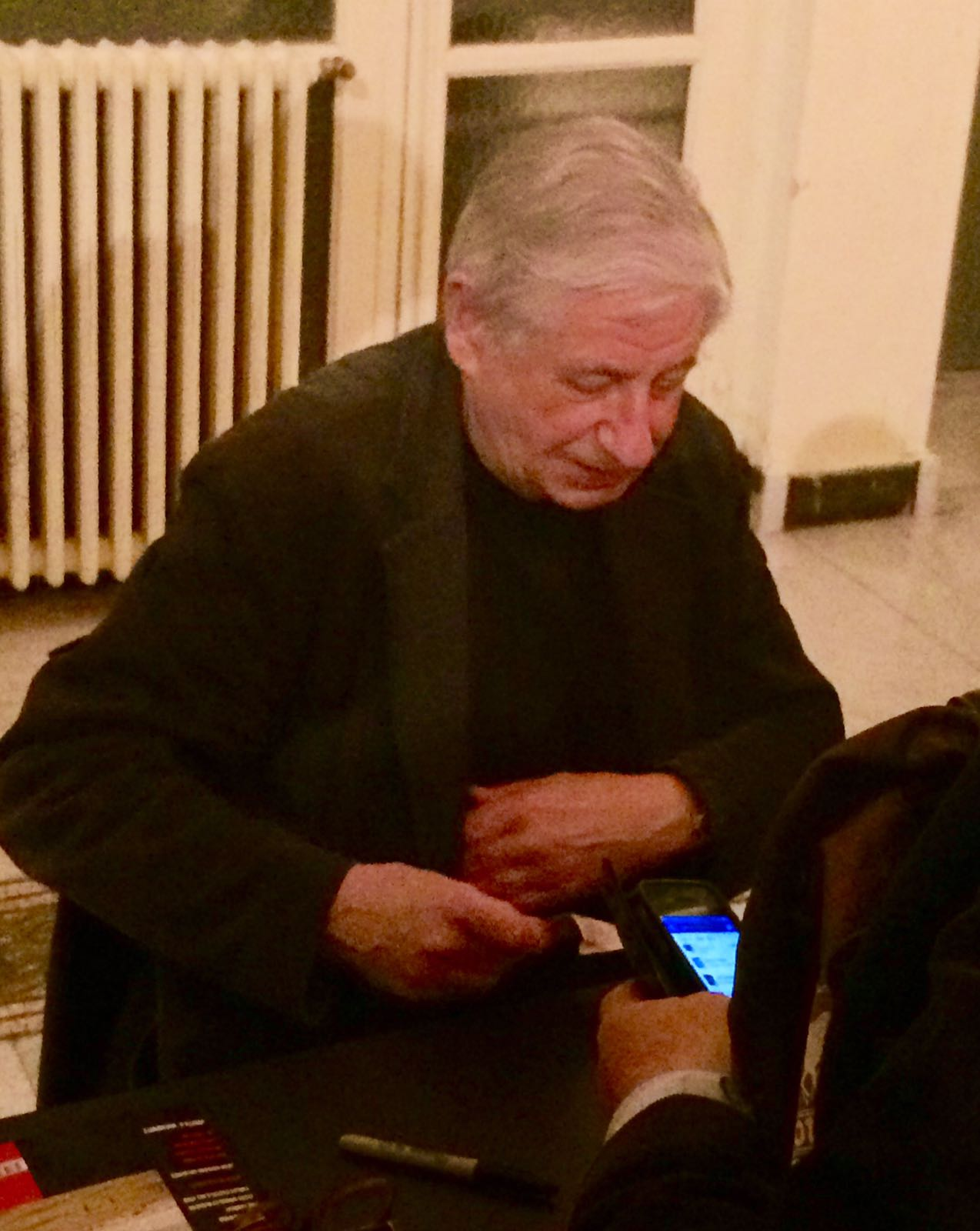
Tony Palmer al Círculo de Bellas Artes

## Òpera, teatre i música rock
A més de pel·lícules, Tony Palmer també ha dirigit al teatre i a l'òpera. Després d'un debut a l'Òpera de Zúric el 1989 amb Peter Grimes ("el punt àlgid de la temporada", Neue Zürcher Zeitung), va tenir un doble triomf a Karlsruhe, Guerra i Pau, descrit com "de meravella per a l'escenari i ple d'escenes impressionants i poderosos esclats d'activitat desinhibida". i de nou a Zúric amb l'òpera de Berlioz Les Troyens l'any 1990 ("meravellós" - Daily Express de Londres). A Sant Petersburg, va dirigir la primera actuació a Rússia durant 80 anys de Parsifal, dirigida per Valery Gergiev, amb Aleksei Steblianko en el paper principal. També ha dirigit a Hamburg, Munic, Augsburg, Savonlinna, Berlín i Hèlsinki i recentment es va convertir en el primer director occidental que ha treballat. al Bolxoi de Moscou.
Parsifal va guanyar la millor producció teatral ('Casta Diva') a Moscou, 1997, així com 'Golden Mask'. A l'escenari del West End va dirigir l'estrena mundial de Look Back in Anger Part Two, Déjà Vu de John Osborne. El Sr. Palmer també va presentar la revista d'arts de BBC Radio 3 'Night Waves', per la qual va guanyar un premi Sony al millor programa artístic.
Tony Palmer també és conegut pels seus documentals de música rock, alguns d'ells entre els primers del gènere i que cobreixen tothom, des dels Beatles fins a Cream. All My Loving (1968) va ser la sèrie innovadora de la BBC sobre música pop de Palmer (que John Lennon va demanar personalment que fes) amb Eric Clapton, Eric Burdon, Jimi Hendrix i altres amb el teló de fons de la guerra del Vietnam i altres esdeveniments polítics explosius que van sacsejar la dècada de 1960. Palmer va fer 200 Motels, un documental sobre el músic de rock d'avantguarda nord-americà Frank Zappa. Es considera un clàssic del rock, però, en una entrevista del 2017 amb la periodista i crítica d'arts de Toronto Deirdre Kelly, Palmer la va considerar una de les pitjors pel·lícules que mai havia fet.

## Escriptura
Tony Palmer ha publicat diversos llibres i ha escrit per a The New York Times, The Times, Punch, Life revista, etc. De 1967 a 1974 va ser crític musical habitual de The Observer. De 1969 a 1974 va tenir una columna setmanal a The Spectator titulada 'Notes from the Underground'.

## Filmografia
- Isadora Duncan, the Biggest Dancer in the World (TV) (con a director ajudant – Director Ken Russell) (1966)
- Alice in Wonderland (TV) [com a productor – Director Jonathan Miller] (1966)
- The Art of Conducting – amb Georg Solti (1966)
- Up the Theatre – amb Judi Dench (1966)
- Conceit (1967)
- Benjamin Britten & his Festival (1967)
- Burning Fiery Furnace (1967)
- Corbusier (1967)
- Twice a Fortnight (sèrie de televisió) – amb Terry Jones & Michael Palin (1967)
- All My Loving (1968)
- Cream's Farewell Concert (1968)
- The World of Peter Sellers (1969)
- How It Is (1969)
- Rope Ladder to the Moon – Jack Bruce (1969)
- Colosseum and Juicy Lucy (1970)
- Fairport Convention & Matthews Southern Comfort (1970)
- Glad All Over (1970)
- National Youth Theatre – Michael Croft (1970)
- 200 Motels – Frank Zappa (1971)
- Brighton Breezy (1971)
- Mahler 9 – amb Leonard Bernstein (1971)
- Ginger Baker in Africa (1971)
- Birmingham (1971)
- The Pursuit of Happiness (1972)
- The World of Liberace (1972)
- The World of Hugh Hefner (1973)
- International Youth Orchestra (1973)
- Bird on a Wire – amb Leonard Cohen (1974)
- Rory Gallagher – Irish Tour '74 (1974)
- The World of Miss World (1974)
- Tangerine Dream – live at Coventry Cathedral (1975)
- All This and World War II (1976)
- All You Need is Love (1976–1980)
- The Wigan Casino (1977)
- Biddu (1977)
- The Edinburgh Festival (1977)
- The Mighty Wurlitzer (1978)
- The Edinburgh Festival Revisited (1978)
- The Space Movie – NASA's official 10th anniversary film, música per Mike Oldfield (1979)
- Pride of Place [6 parts] (1979)
- A Time There Was – profile of Benjamin Britten (1979)
- First Edition (1980)
- At the Haunted End of the Day – perfil de William Walton (1980)
- Death in Venice – òpera de Benjamin Britten (1981)
- Once, at a Border... – perfil d’Igor Stravinski (1982)
- Wagner – de Charles Wood, amb Richard Burton (1983)
- Primal Scream – Art Janov (1984)
- Puccini – amb Virginia McKenna & Robert Stephens (1984)
- God Rot Tunbridge Wells! – per John Osborne (1984/5)
- Mozart in Japan – amb Mitsuko Uchida (1986)
- Testimony – amb Ben Kingsley (1987)
- Maria Callas (1987)
- In From The Cold? – Richard Burton (1988)
- Dvorak - In Love? – Julian Lloyd Webber (1988)
- Hindemith – a Pilgrim's Progress – amb John Gielgud (1989)
- The Children (1990)
- Menuhin, a Family Story (1990)
- I, Berlioz – amb Corin Redgrave (1992)
- Symphony of Sorrowful Songs – Henryk Górecki (1993)
- A Short Film About Loving – amb Peter Sellars (1994)
- O Fortuna – Carl Orff (1995)
- England, My England – Henry Purcell (1995)
- Brahms & The Little Singing Girls (1996)
- Michael Crawford, a true story (1996)
- Hail Bop – perfil de John Adams (1997)
- Parsifal – amb Plácido Domingo & Valery Gergiev (1997)
- The Harvest of Sorrow – Sergei Rachmaninoff, amb l’òpera de Kirov (1998)
- The Kindness of Strangers – André Previn (1998)
- Valentina Igoshina interpreta Chopin (1999)
- The Strange Case of Delfina Potocka – Chopin, amb Penelope Wilton (1999)
- Foreign Aids – Pieter-Dirk Uys on tour (2001)
- Ladies & Gentlemen, Miss Renée Fleming (2002)
- Hero – The Story of Bobby Moore – produït per David Frost (2002)
- Toward the Unknown Region – Malcolm Arnold. A Story of Survival (2003)
- John Osborne & The Gift of Friendship (2003)
- Ivry Gitlis & The Great Tradition (2004)
- The Adventures of Benjamin Schmid (2005)
- Margot  – Margot Fonteyn (2005)
- The Salzburg Festival – A Brief History (2006)
- "O Thou Transcendent..." – The Life of Vaughan Williams (2007)
- The Wagner Family (The South Bank Show) (2009)
- Holst – In the Bleak Midwinter (2011)

## Llista d'obres d'òpera i teatre
- Turandot – Puccini – Scottish Opera (1984)
- I Cavalieri di Ekebu – Zandonai – Krefeld (1985)
- Peter Grimes – Britten – Zurich (1989)
- Estrena de l'Alemanya occidental de Guerra i pau de Prokofiev – Karlsruhe (1990)
- The Trojans – Berlioz – Zuric (1990)
- Peter Grimes – Britten – Geneva (1991)
- Simon Boccanegra – Verdi – Hamburg (1991)
- La Forza del Destino – Verdi – Zuric (1991)
- Dimitrij – Dvořák – Munic (1992)
- Dialogues of the Carmelites – Poulenc – Augsburg (1994)
- Estrena russa de Parsifal – Wagner – Mariinsky/Kirov, St. Petersburg (1997) (Guanyador de The Golden Mask)
- Parsifal – Bolxoi, Moscou (1998) (Guanyador del premi Casta Diva)
- Parsifal – Savonlinna (1998)
- Tristan und Isolde – Wagner – Ravello (1998)
- Die Walküre – Wagner – Ravello (1999)
- The Death of Klinghoffer – John Adams – Helsinki (2001)
- The Fair at Sorochyntsi – Mussorgsky – Bonn (2007)

## Llibres
- Born Under a Bad Sign (1970)
- The Trials of Oz (1971)
- Electric Revolution (1971)
- The Things I Love – Liberace (1976)
- All You Need Is Love (1976)
- Charles II: Portrait of an Age (1979)
- Julian Bream: A Life on the Road. London: Macdonald, 1982. ISBN 0-356-07880-9. Text by Palmer, photographs by Daniel Meadows.
- Menuhin: A Family Story (1991)